# Nagyidai Sztojka Ferenc (Fardi)
Nagyidai Sztojka Ferenc (Fardi) (Uszód, 1855. március 12. – Uszód, 1929. január 13.) roma származású magyar szótárkészítő, költő, műfordító.

## Életútja[1]
Nagyidai Sztojka Ferenc (Fardi) sátoros cigány családból származott. Apja Sztojka József, anyja Kozák Borbála volt. Apai ágon egy nagyvajda, Sztojka Pál utódának számított. 
A szülők 1849-ben hagytak fel a vándorlással, és Uszódon telepedtek le. Fiuk, Fardi, akkoriban ritkaság számba menő módon, középiskolát végzett. A későbbi szótárkészítő 1875-től járt katonaiskolába, és honvédségi altisztté is avanzsált. Bosznia okkupációja idején harmadéves altiszt volt, és a 38. gyalogezredben szolgált. A hadjárat alatt a gradasaczi hírlapok közölték első verseit, később pedig a Fővárosi Lapok is publikálta szépirodalmi műveit. Ezzel egy időben Fardi poliglott is volt. Cigány anyanyelvén kívül még további nyolc nyelven beszélt.
A roma nyelvész jó kapcsolatokat ápolt József Nádor fiával, Habsburg József főherceggel. A magas rangú arisztokrata, mint a honvédség főparancsnoka, támogatta Fardit a - katonaságtól való - szabadságolásban, abból a célból, hogy elkészíthesse azt a cigány-magyar szótárt, amelyet aztán szintén a főrangú úr támogatásával (Ő császári és magyar királyi fensége József főherczeg magyar és czigány nyelv gyök-szótára. Romané álává címmel) adtak ki. A nyelvészeti munka először 1866-ban jelent meg - 600 példányban - Kalocsán, aztán pedig Pakson 1890-ben. (Habsburg József támogatói motivációi között az szerepelt, hogy ő maga is „romológus” volt. 1888-ban - a Magyar Tudományos Akadémia gondozásában - saját maga által írt, rendszerezett, cigány nyelvtant adatott ki, s annak megjelenése előtt a kéziratait elküldte ellenőrzésre és javításra - többek között - Fardinak is.)
A roma nyelvész sorsának későbbi alakulásáról - jelenleg - annyi tudható, hogy 1899. március 22-én, 44 évesen, a nála 14 évvel fiatalabb, mezőgyáni Lakatos Máriát vette feleségül, aki lókereskedő és rézműves cigány családból származott.
A fennmaradt - korabeli - anyakönyvek szerint: Nagyidai Sztojka Ferenc (Fardinak) volt polgári foglalkozása is, a pecsétkészítő vésnöki mesterség.

## Emlékezete

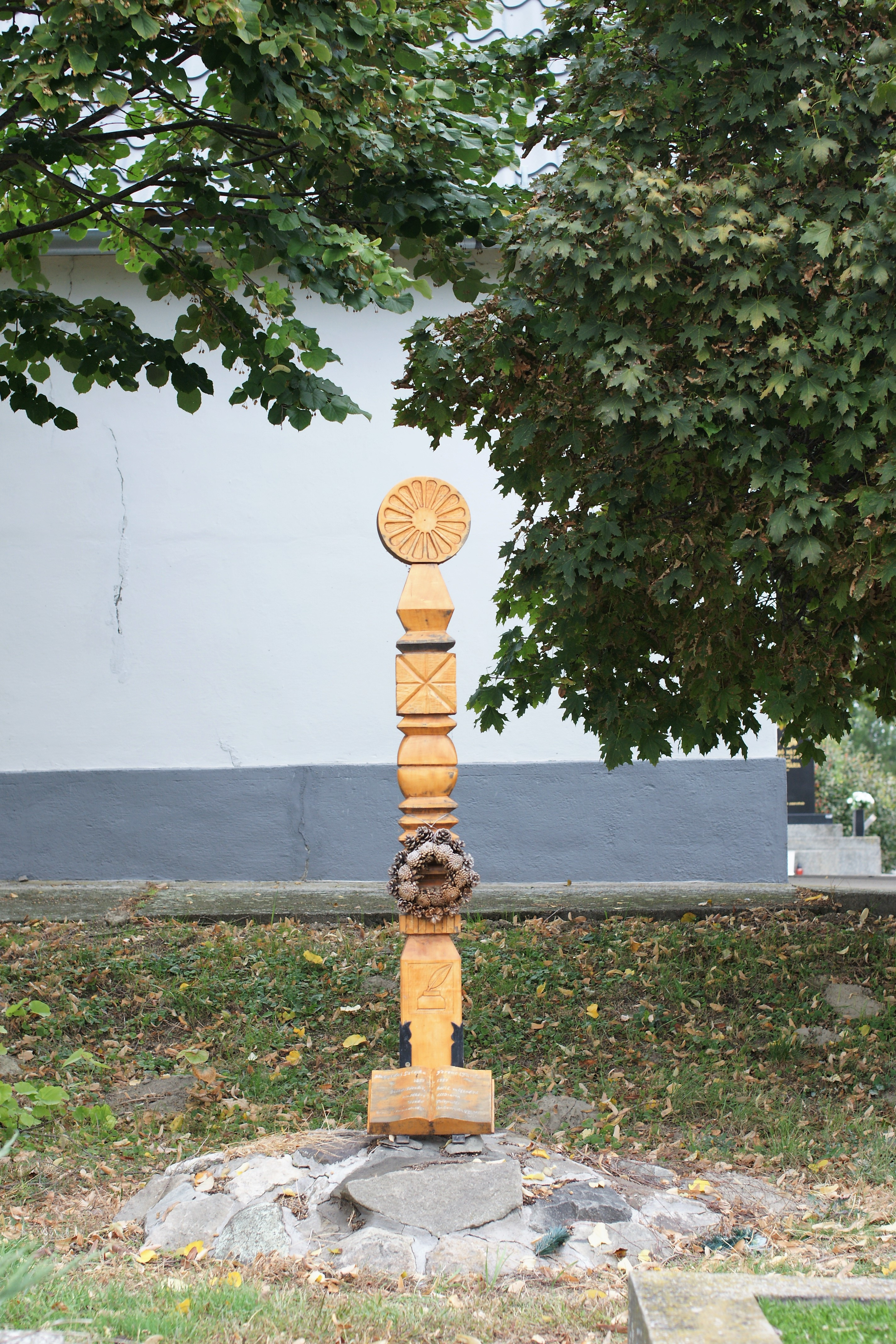
Nagyidai Sztojka Ferenc (Fardi) kopjafája Uszódon

Nagyidai Sztojka Ferenc (Fardi) kopjafáját 2018-ban állíttatta fel Uszódon, a helyi temetőben Uszód település Roma Nemzetiségi Önkormányzata. A műalkotás készítője Tisza Sándor népi iparművész volt.

## Munkássága
- Nagyidai Sztojka Ferenc (Fardi): „Ő császári és magyar királyi fensége József főherczeg magyar és czigány nyelv gyök-szótára. Romané álává. Kalocsa, 1886 (József főherceg adta ki). Első kiadás.
- Nagyidai Sztojka Ferenc (Fardi): „Ő császári és magyar királyi fensége József főherczeg magyar és czigány nyelv gyök-szótára. Romané álává. Paks, 1890 (József főherceg adta ki). Második (átdolgozott) kiadás.